# مالكوم فيليبس
مالكوم فيليبس (بالإنجليزية: Malcolm Phillips)‏ هو لاعب اتحاد الرغبي بريطاني، ولد في 3 مارس 1935 في برستبوري في المملكة المتحدة.